# Symphysodontella involuta
Symphysodontella involuta là một loài Rêu trong họ Pterobryaceae. Loài này được (Thwaites & Mitt.) M. Fleisch. miêu tả khoa học đầu tiên năm 1923.